# Мужская сборная ветеранов России по кёрлингу
Мужская сборная ветеранов России по кёрлингу — национальная мужская сборная команда, составленная из игроков возраста 50 лет и старше. Представляет Россию на международных соревнованиях по кёрлингу. Управляющей организацией выступает Федерация кёрлинга России.

## Результаты выступлений

### Чемпионаты мира
| Год     | М              | И              | В              | П              | Состав (скипы выделены шрифтом) | Состав (скипы выделены шрифтом) | Состав (скипы выделены шрифтом) | Состав (скипы выделены шрифтом) | Состав (скипы выделены шрифтом) | Состав (скипы выделены шрифтом) |                |
| Год     | М              | И              | В              | П              | четвёртый                       | третий                          | второй                          | первый                          | запасной                        | тренер                          |                |
| ------- | -------------- | -------------- | -------------- | -------------- | ------------------------------- | ------------------------------- | ------------------------------- | ------------------------------- | ------------------------------- | ------------------------------- | -------------- |
| 2002—07 | не участвовали | не участвовали | не участвовали | не участвовали | не участвовали                  | не участвовали                  | не участвовали                  | не участвовали                  | не участвовали                  | не участвовали                  | не участвовали |
| 2008    | 13             | 8              | 2              | 6              | Александр Колесников            | Сергей Мельников                | Владимир Шевченко               | Сергей Короленко                | Константин Задворнов            |                                 |                |
| 2009    | не участвовали | не участвовали | не участвовали | не участвовали | не участвовали                  | не участвовали                  | не участвовали                  | не участвовали                  | не участвовали                  | не участвовали                  | не участвовали |
| 2010    | 9              | 5              | 1              | 4              | Александр Колесников            | Сергей Мельников                | Сергей Короленко                | Сергей Нарудинов                | Владимир Шевченко               |                                 |                |
| 2011    | 17             | 6              | 1              | 5              | Сергей Мельников                | Сергей Короленко                | Сергей Нарудинов                | Олег Бадилин                    |                                 |                                 |                |
| 2012    | 21             | 7              | 1              | 6              | Сергей Короленко                | Михаил Ривкинд                  | Сергей Нарудинов                | Олег Бадилин                    |                                 |                                 |                |
| 2013    | 17             | 9              | 1              | 8              | Сергей Короленко                | Сергей Нарудинов                | Михаил Ривкинд                  | Олег Бадилин                    | Александр Колесников            |                                 |                |
| 2014    | 19             | 7              | 1              | 6              | Сергей Короленко                | Александр Колесников            | Михаил Ривкинд                  | Олег Бадилин                    | Сергей Беланов                  | Сергей Беланов                  |                |
| 2015    | 19             | 7              | 2              | 5              | Сергей Нарудинов                | Олег Бадилин                    | Михаил Ривкинд                  | Юрий Ердуков                    | Александр Колесников            | Надежда Зяблова                 |                |
| 2016    | 24             | 8              | 1              | 7              | Дмитрий Дмитриевский            | Сергей Захаров                  | Александр Андросов              | Олег Колесов                    | Игорь Минин                     | Екатерина Антонова              |                |
| 2017    | 15             | 6              | 2              | 4              | Игорь Минин                     | Сергей Короленко                | Сергей Нарудинов                | Олег Бадилин                    | Юрий Ердюков                    | Александр Бадилин               |                |
| 2018    | 22             | 6              | 2              | 4              | Игорь Минин                     | Сергей Короленко                | Олег Бадилин                    | Владимир Степанов               | Михаил Ривкинд                  | Александр Бадилин               |                |
| 2019    | 22             | 6              | 2              | 4              | Игорь Минин                     | Сергей Короленко                | Олег Бадилин                    | Михаил Ривкинд                  | Александр Андросов              | Александр Бадилин               |                |

(данные с сайта результатов и статистики ВФК:)